# إدوارد إيغر
إدوارد إيغر (بالإنجليزية: Edward Eager)‏ (20 يونيو 1911، توليدو في الولايات المتحدة - 23 أكتوبر 1964)؛ كاتب للأطفال، كاتب وروائي أمريكي.

## روابط خارجية
- إدوارد إيغر على موقع IMDb (الإنجليزية)
- إدوارد إيغر على موقع ميوزك برينز (الإنجليزية)
- إدوارد إيغر على موقع قاعدة بيانات برودواي على الإنترنت (الإنجليزية)